# Backtjärnen (Arnäs socken, Ångermanland)
Backtjärnen är en sjö i Örnsköldsviks kommun i Ångermanland och ingår i Idbyåns huvudavrinningsområde.